# Corlette
Corlette é uma cidade em Hunter Region, no estado de Nova Gales do Sul, na Austrália. De acordo com o censo australiano de 2016, a população da cidade era de 5.356 habitantes.